# Districtul Oświęcim
Județul Oświęcim (în poloneză Powiat oświęcimskii) este o unitate teritorial-administrativă și administrație locală (powiat) în voievodatul Polonia Mică, sudul Poloniei.
Județul a fost înființat în data de 1 ianuarie 1999 ca rezultat al reformelor poloneze locale adoptate în anul 1998. Sediul administrativ al județului și cel mai mare oraș este Oświęcim care este la 51 km de capitala regională Cracovia. În județ mai există patru orașe:
- Kęty la 17 km spre sud de Oświęcim,
- Brzeszcze la 9 km spre sud-vest de Oświęcim,
- Chełmek la 8 km spre nord de Oświęcim,
- Zator la 16 km spre est de Oświęcim.

Județul are o suprafață de 406.03 km pătrați (156.8 sq mi). Începând cu anul 2006 populația totală a județului era de 153.390, din care populația orașului Oświęcim de 40.979, a orașului Kęty de 19.252, a orașului Brzeszcze de 11.730, a orașului Chełmek de 9.065, iar a orașului Zator de 3.726 locuitori. Populația rurală era de 68.638 locuitori.
Județul conține locația complexului Lagărului de concentrare Auschwitz (Auschwitz fiind numele german al orașului Oświęcim).

## Județe învecinate
Județul Oświęcim se învecinează:
- spre nord cu județul Jaworzno
- la nord-est cu județul Chrzanów
- la sud-est cu județul Wadowice
- la vest cu județul Pszczyna
- la nord-vest cu județul Bieruń-Lędziny

## Diviziunile administrative
Județul este împărțit în nouă comune (gmina)  (una urbană, patru urban-rurale și patru rurale). Acestea sunt prezentate în tabelul de mai jos, în ordinea descrescătoare a populației.
| Comuna                                            | Tip         | Suprafața (km²) | Populația (2006) | Sediu          |
| Oświęcim                                          | urban       | 30.3            | 40,979           |                |
| Comuna Kęty                                       | urban-rural | 75.8            | 33,598           | Kęty           |
| Comuna Brzeszcze                                  | urban-rural | 46.1            | 21,557           | Brzeszcze      |
| Comuna Oświęcim                                   | rural       | 74.5            | 16,708           | Oświęcim *     |
| Comuna Chełmek                                    | urban-rural | 27.2            | 12,827           | Chełmek        |
| Comuna Zator                                      | urban-rural | 51.4            | 9,049            | Zator          |
| Comuna Osiek                                      | rural       | 41.2            | 7,857            | Osiek          |
| Comuna Przeciszów                                 | rural       | 35.4            | 6,679            | Przeciszów     |
| Comuna Polanka Wielka                             | rural       | 24.1            | 4,136            | Polanka Wielka |
| * sesediul nu este parte administrativă a comunei |             |                 |                  |                |